# Emil Ungar
Emil Ungar (* 3. September 1849 in Bonn; † 13. April 1934 ebenda) war ein deutscher Pädiater und Rechtsmediziner.

## Leben
In eine jüdische Familie geboren, begann Ungar das Medizinstudium an der Rheinischen Friedrich-Wilhelms-Universität Bonn. Am 3. September 1868 renoncierte er bei Rhenania Bonn, dem Corps seines Vaters. Als Inaktiver wechselte er an die Julius-Maximilians-Universität Würzburg und später an die Friedrich-Wilhelms-Universität Berlin. 1874 in Bonn zum Dr. med. promoviert, arbeitete er zwei Jahre am Alfried Krupp Krankenhaus in Essen. 1876 kehrte er nach Bonn zurück. Im Jahr 1883 entdeckten er und Heinrich Curschmann Spiralen im Sputum Bronchialkranker (Curschmann-Spiralen). An der Poliklinik habilitierte er sich 1883 für gerichtliche Medizin und Kinderheilkunde. Seit 1887 a.o. Professor, wurde er im Dreikaiserjahr zugleich Hilfsarbeiter im Medizinalkollegium des Regierungsbezirks Koblenz. Er wurde 1912 Honorarprofessor und erst 1920, in der Weimarer Republik, Lehrstuhlinhaber. Im Medizinalkollegium der Regierung in Koblenz war er bis 1929 auch Mitglied des gerichtsärztlichen Ausschusses. 1933 beging er sein goldenes Dozentenjubiläum. Ungar gehörte zu den Gründern der Deutschen Gesellschaft für Gerichtliche und Soziale Medizin. Mit seiner Frau Anna geb Noether hatte er drei Töchter und einen Sohn, der ebenfalls Bonner Rhenane wurde.

## Mitarbeit an Handbüchern
- Gerichtliche Medizin, Berlin 1905
- Gerichtsärztliche und polizeiärztliche Technik, Wiesbaden 1914

## Ehrungen
- Dr. iur. h. c.
- Ehrenmitglied des Corps Rhenania Bonn[1]
- Ehrenmitglied der Deutschen Gesellschaft für Gerichtliche und Soziale Medizin
- Geheimer Medizinalrat (1929)